# Archytas pearsoni
Archytas pearsoni là một loài ruồi trong họ Tachinidae.